# Santa Cruz do Xingu
Santa Cruz do Xingu is een gemeente in de Braziliaanse deelstaat Mato Grosso. De gemeente telt 2.357 inwoners (schatting 2009).